# Sabina di Baviera
Sabina di Baviera (Monaco di Baviera, 24 aprile 1492 – Nürtingen, 30 agosto 1564) fu una nobile bavarese.
Era figlia del duca Alberto IV di Baviera e di Cunegonda d'Austria.

## Matrimonio e discendenza
Venne data in sposa a Ulrico, duca di Wurttemberg dal 1498 al 1519 e dal 1534 al 1550. Il matrimonio venne celebrato a Stoccarda il 2 marzo 1512.
Sabina diede alla luce due figli:
- Anna (Stoccarda, 30 gennaio 1513-Bad Urach, 29 giugno 1530);
- Cristoforo (Bad Urach, 12 maggio 1515-Stoccarda, 28 dicembre 1568), erede del padre e duca dal 1550 al 1568.

## Esilio
Nel 1519 suo marito venne deposto dal fratellastro Giorgio di Wurttemberg e, insieme ai figli, la coppia dovette fuggire in esilio.
Viaggiarono per 15 anni per l'Europa cercando sostegno militare al fine di riconquistare il dominio perso.
Mentre si trovava nella nativa Baviera, Sabina si diede allo studio delle scienze e di numerose lingue; studiò anche musica e imparò la danza e a tirare con l'arco divenendo una delle donne più dotte in Germania.

## Ritorno nel Württemberg
Nel 1529 andò in Inghilterra trovando l'amicizia di Enrico VIII d'Inghilterra, il quale diede un contributo fondamentale per riottenere nel 1534 il perduto Württemberg. Da questa data il Württemberg divenne un arciducato, sotto il controllo del Sacro Romano Impero. L'amicizia con il re inglese proseguì fino alla sua morte avvenuta nel 1547.
Sabina fu tra i co-fondatori dell'Università del Württemberg-Moempelgard e dell'albergo Cuneconda, un ospedale-rifugio per sole donne.
Dopo esser rimasta vedova il 6 novembre 1550, suo figlio Cristoforo ereditò il titolo paterno.
Sabina rimase a vivere con la famiglia del figlio fino al 1564, anno della sua morte. Venne sepolta a Tubinga accanto a suo marito.

## Ascendenza
|                                  |                     |                                     | Genitori                           |  |  | Nonni |  |  | Bisnonni                  |  |  | Trisnonni              |  |
|                                  |                     |                                     |                                    |  |  |       |  |  | Ernesto di Baviera-Monaco |  |  | Giovanni II di Baviera |  |
|                                  |                     |                                     |                                    |  |  |       |  |  | Ernesto di Baviera-Monaco |  |  | Giovanni II di Baviera |  |
|                                  |                     | Caterina di Gorizia                 |                                    |  |  |       |  |  | Ernesto di Baviera-Monaco |  |  |                        |  |
| Alberto III di Baviera           |                     |                                     |                                    |  |  |       |  |  | Ernesto di Baviera-Monaco |  |  |                        |  |
|                                  |                     | Elisabetta Visconti                 | Bernabò Visconti                   |  |  |       |  |  |                           |  |  |                        |  |
|                                  |                     | Elisabetta Visconti                 | Bernabò Visconti                   |  |  |       |  |  |                           |  |  |                        |  |
|                                  |                     | Elisabetta Visconti                 | Beatrice Regina della Scala        |  |  |       |  |  |                           |  |  |                        |  |
| Alberto IV di Baviera            |                     | Elisabetta Visconti                 |                                    |  |  |       |  |  |                           |  |  |                        |  |
|                                  |                     | Erich I di Braunschweig-Grubenhagen | Alberto I di Brunswick-Grubenhagen |  |  |       |  |  |                           |  |  |                        |  |
|                                  |                     | Erich I di Braunschweig-Grubenhagen | Alberto I di Brunswick-Grubenhagen |  |  |       |  |  |                           |  |  |                        |  |
|                                  |                     | Erich I di Braunschweig-Grubenhagen | Agnese I di Brunswick-Lüneburg     |  |  |       |  |  |                           |  |  |                        |  |
| Anna di Braunschweig-Grubenhagen |                     | Erich I di Braunschweig-Grubenhagen |                                    |  |  |       |  |  |                           |  |  |                        |  |
|                                  |                     | Elisabetta di Brunswick-Göttingen   | Ottone I di Brunswick-Göttingen    |  |  |       |  |  |                           |  |  |                        |  |
|                                  |                     | Elisabetta di Brunswick-Göttingen   | Ottone I di Brunswick-Göttingen    |  |  |       |  |  |                           |  |  |                        |  |
|                                  |                     | Elisabetta di Brunswick-Göttingen   | Margherita di Berg                 |  |  |       |  |  |                           |  |  |                        |  |
| Sabina di Baviera                |                     | Elisabetta di Brunswick-Göttingen   |                                    |  |  |       |  |  |                           |  |  |                        |  |
|                                  | Ernesto I d'Asburgo | Leopoldo III d'Asburgo              |                                    |  |  |       |  |  |                           |  |  |                        |  |
|                                  | Ernesto I d'Asburgo | Leopoldo III d'Asburgo              |                                    |  |  |       |  |  |                           |  |  |                        |  |
|                                  | Ernesto I d'Asburgo | Verde Visconti                      |                                    |  |  |       |  |  |                           |  |  |                        |  |
| Federico III d'Asburgo           | Ernesto I d'Asburgo |                                     |                                    |  |  |       |  |  |                           |  |  |                        |  |
|                                  |                     | Cimburga di Masovia                 | Siemowit IV di Masovia             |  |  |       |  |  |                           |  |  |                        |  |
|                                  |                     | Cimburga di Masovia                 | Siemowit IV di Masovia             |  |  |       |  |  |                           |  |  |                        |  |
|                                  |                     | Cimburga di Masovia                 | Alessandra di Lituania             |  |  |       |  |  |                           |  |  |                        |  |
| Cunegonda d'Austria              |                     | Cimburga di Masovia                 |                                    |  |  |       |  |  |                           |  |  |                        |  |
|                                  |                     | Edoardo del Portogallo              | Giovanni I del Portogallo          |  |  |       |  |  |                           |  |  |                        |  |
|                                  |                     | Edoardo del Portogallo              | Giovanni I del Portogallo          |  |  |       |  |  |                           |  |  |                        |  |
|                                  |                     | Edoardo del Portogallo              | Filippa di Lancaster               |  |  |       |  |  |                           |  |  |                        |  |
| Eleonora d'Aviz                  |                     | Edoardo del Portogallo              |                                    |  |  |       |  |  |                           |  |  |                        |  |
|                                  |                     | Eleonora di Trastámara              | Ferdinando I d'Aragona             |  |  |       |  |  |                           |  |  |                        |  |
|                                  |                     | Eleonora di Trastámara              | Ferdinando I d'Aragona             |  |  |       |  |  |                           |  |  |                        |  |
|                                  |                     | Eleonora di Trastámara              | Eleonora d'Alburquerque            |  |  |       |  |  |                           |  |  |                        |  |
|                                  |                     | Eleonora di Trastámara              |                                    |  |  |       |  |  |                           |  |  |                        |  |